# 莊一俊
莊一俊（1501年—？），字君棐，號石山，福建泉州府晉江縣人，明朝政治人物，嘉靖己丑進士，官至浙江參議。

## 生平
嘉靖四年（1525年）福建鄉試第十名舉人。嘉靖八年（1529年）己丑科會試第四十二名，廷試二甲第八十七名進士。任戶部湖廣司主事，嘉靖十年与刑部主事趙文華主考山西鄉試。升吏部驗封司員外郎，十二年八月以事調改南京，九月母亲陳氏去世丁憂。歷任南京兵部职方司员外郎，十八年閏七月升浙江布政司左參議。十九年十二月考察，罷官歸。

## 家族
曾祖莊耘叟；祖父莊軫，壽官；父莊旺。母陳氏。重庆下。從弟莊用賓，同科進士。孫莊履朋、莊履豐。